# Abdelrahman Al-Masatfa
Abdelrahman Tayel Hayel Al-Masatfa (in arabo عبدالرحمن طايل هايل المصاطفة‎?; 26 maggio 1996) è un karateka giordano, specializzata nel kumite e vincitore della medaglia di bronzo olimpica a Tokyo 2020.

## Palmarès
- Giochi olimpici

Tokyo 2020: bronzo nei 67 kg.
- World Games

Chengdu 2025: bronzo nei 67 kg.
- Giochi asiatici

Incheon 2014: argento nei 60 kg.
Jakarta 2018: bronzo nei 67 kg.
Hangzhou 2022: argento nei 67 kg.